# Stygnomma fiskei
Stygnomma fiskei – gatunek kosarza z podrzędu Laniatores i rodziny Stygnommatidae.

## Występowanie
Gatunek endemiczny dla Jamajki.